# Mannia triandra
Mannia triandra är en bladmossart som först beskrevs av Giovanni Antonio Scopoli, och fick sitt nu gällande namn av Riclef Grolle. Mannia triandra ingår i släktet klotmossor, och familjen Aytoniaceae. Arten är reproducerande i Sverige. Inga underarter finns listade i Catalogue of Life.